# Бернгард Грізе
Бернгард Грізе (нім. Bernhard Griese; 27 січня 1897, Рібніц-Дамгартен — 11 лютого 1964, Кіль) — німецький офіцер, штандартенфюрер СС і оберст шуцполіції. Кавалер Лицарського хреста Залізного хреста.

## Біографія
Учасник Першої світової війни. Після війни брав участь у боях з комуністами в Прибалтиці, потім поступив на службу в шуцполіцю. Під час Другої світової війни переведений у вермахт командиром поліцейського стрілецького батальйону. 8 травня 1945 року потрапив у американський полон. Згодом був виданий Югославії, в 1949 році засуджений до 20 років ув'язнення в трудових таборах, хоча жодних доказів його участі у воєнних злочинах не було. В 1953 році звільнений і повернувся в ФРН. Грізе не зміг відійти від наслідків важкого утримання і 11 лютого 1964 року помер. 

## Нагороди
- Залізний хрест 2-го класу
- Хрест «За військові заслуги» (Мекленбург-Шверін) 2-го і 1-го класу
- Нагрудний знак «За поранення» в чорному
- Балтійський хрест
- Почесний хрест ветерана війни з мечами
- Данцизький хрест 1-го класу
- Застібка до Залізного хреста 2-го класу (січень 1942)
- Штурмовий піхотний знак в сріблі
- Залізний хрест 1-го класу (15 березня 1942)
- Лицарський хрест Залізного хреста (3 травня 1942)
- Медаль «За зимову кампанію на Сході 1941/42»
- Хрест Воєнних заслуг 2-го і 1-го класу з мечами
- Орден Залізного трилисника 2-го класу з дубовим листям (Хорватія)

## Галерея

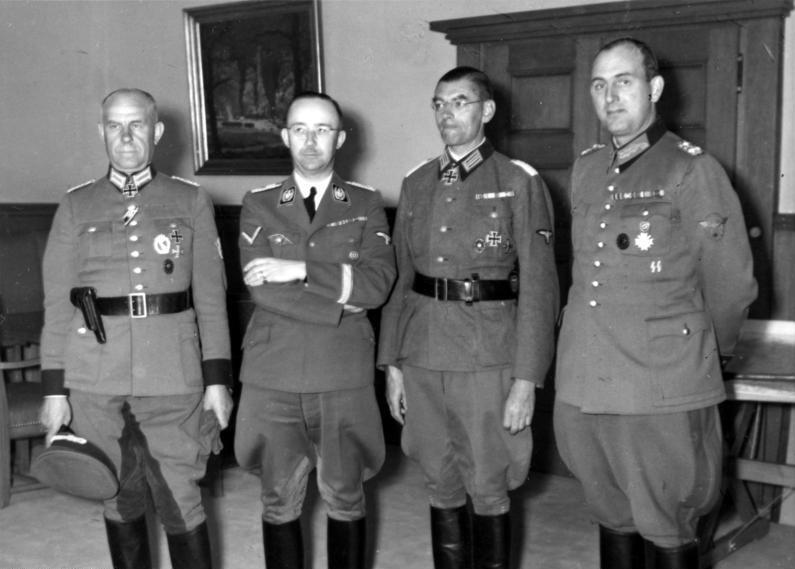
Зліва направо: Грізе, Генріх Гіммлер, Рудольф Паннір і Курт Далюге.
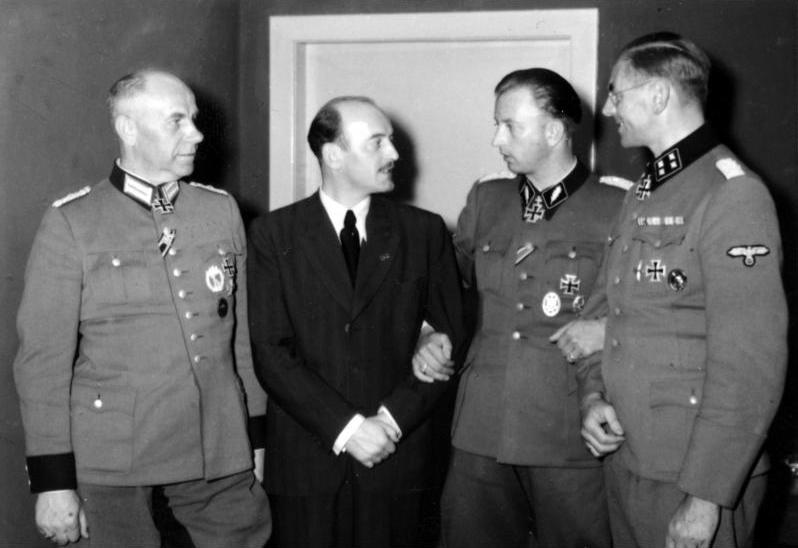
Зліва направо — Бернгард Грізе, Гайнц Гедекке, Герман Фегелейн і Рудольф Паннір.
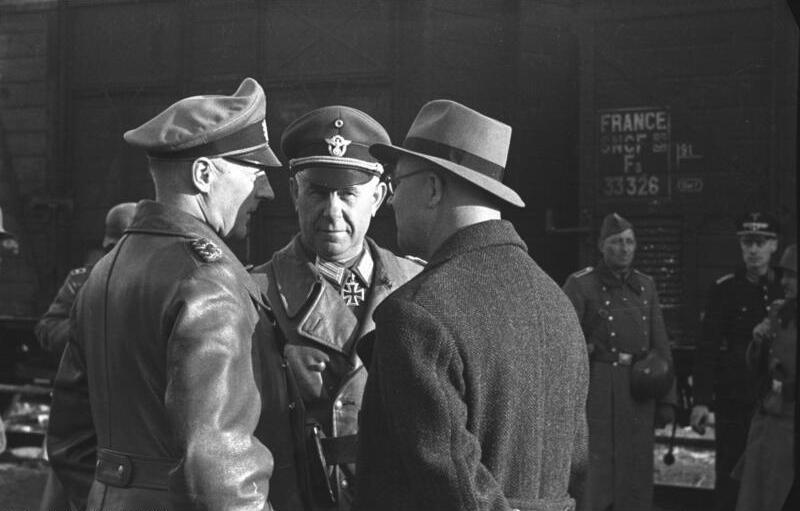
Зліва направо — Ганс-Густав Фельбер, Бернгард Грізе і Карл Оберг.
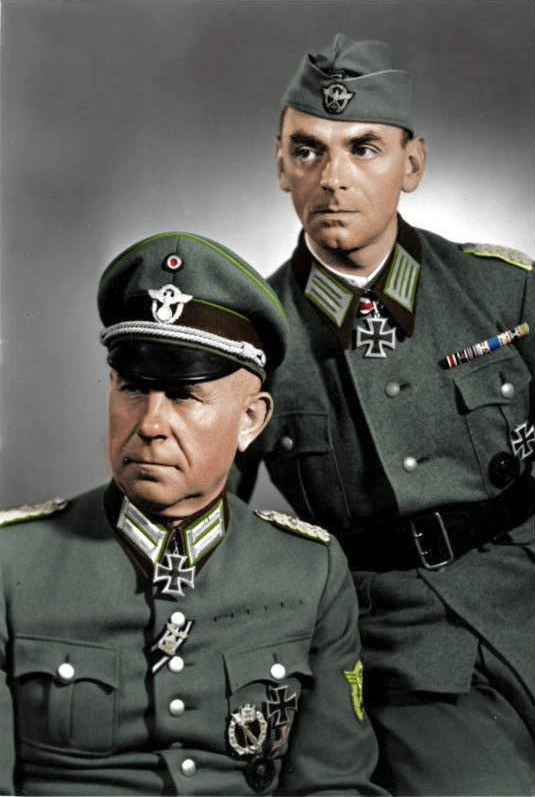
Грізе (лворуч) і Рудольф Паннір.